# Willem Mouton
Willem Anne Mouton (Den Haag, 8 september 1856 - aldaar, 4 december 1946) was een Nederlands marineofficier en werktuigbouwkundige.
Mouton groeide op in een Haags architectengezin. Na zijn middelbareschooltijd trad hij toe tot de Koninklijke Marine en werd hier na zijn opleiding bevorderd tot adelborst. Tot 1904 maakte hij geregeld promotie en sloot zijn actieve carrière af als kapitein-ter-zee. Na zijn vervroegde pensionering in 1909 bereikte hij nog de titulaire rang van viceadmiraal.

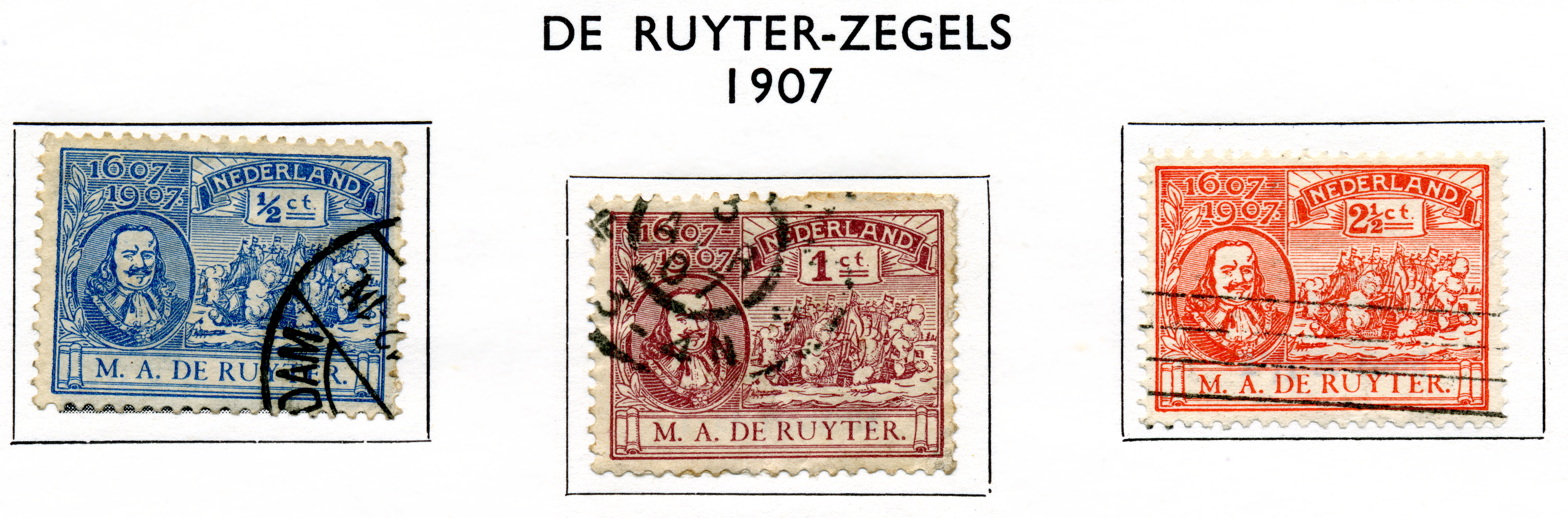
Postzegels Michiel de Ruyter (1907), ontworpen door Mouton

In de loop van zijn carrière ontwikkelde hij belangstelling voor de werktuigbouwkunde, in het bijzonder van de scheepsartillerie. Tot ver na zijn pensioen trad hij hierbij ook op als docent, later als hoogleraar. Tot 1940 adviseerde hij ook bedrijven in binnen- en buitenland.
Zijn vaardigheid als tekenaar en zijn kennis van de marine maakte hem in 1907 een geschikte kandidaat om een serie postzegels te ontwerpen ter ere van de 300ste geboortedag van Michiel de Ruyter.